# Apatania meridiana
Apatania meridiana là một loài Trichoptera trong họ Apataniidae. Chúng phân bố ở miền Cổ bắc.